# Vienna Triathlon

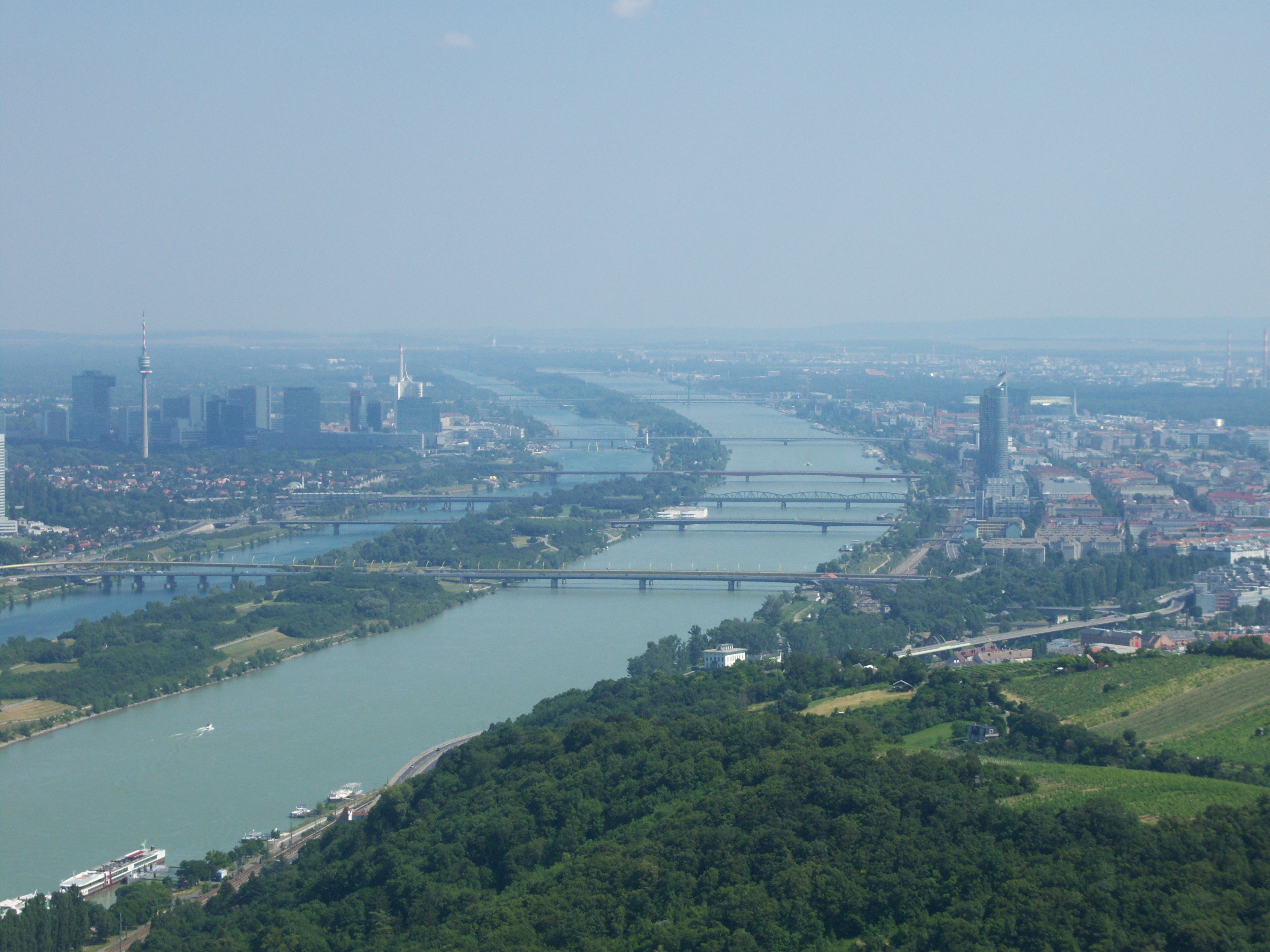
Der Vienna City Triathlon wird auf der zwischen Donau und Neuer Donau gelegenen Donauinsel ausgetragen

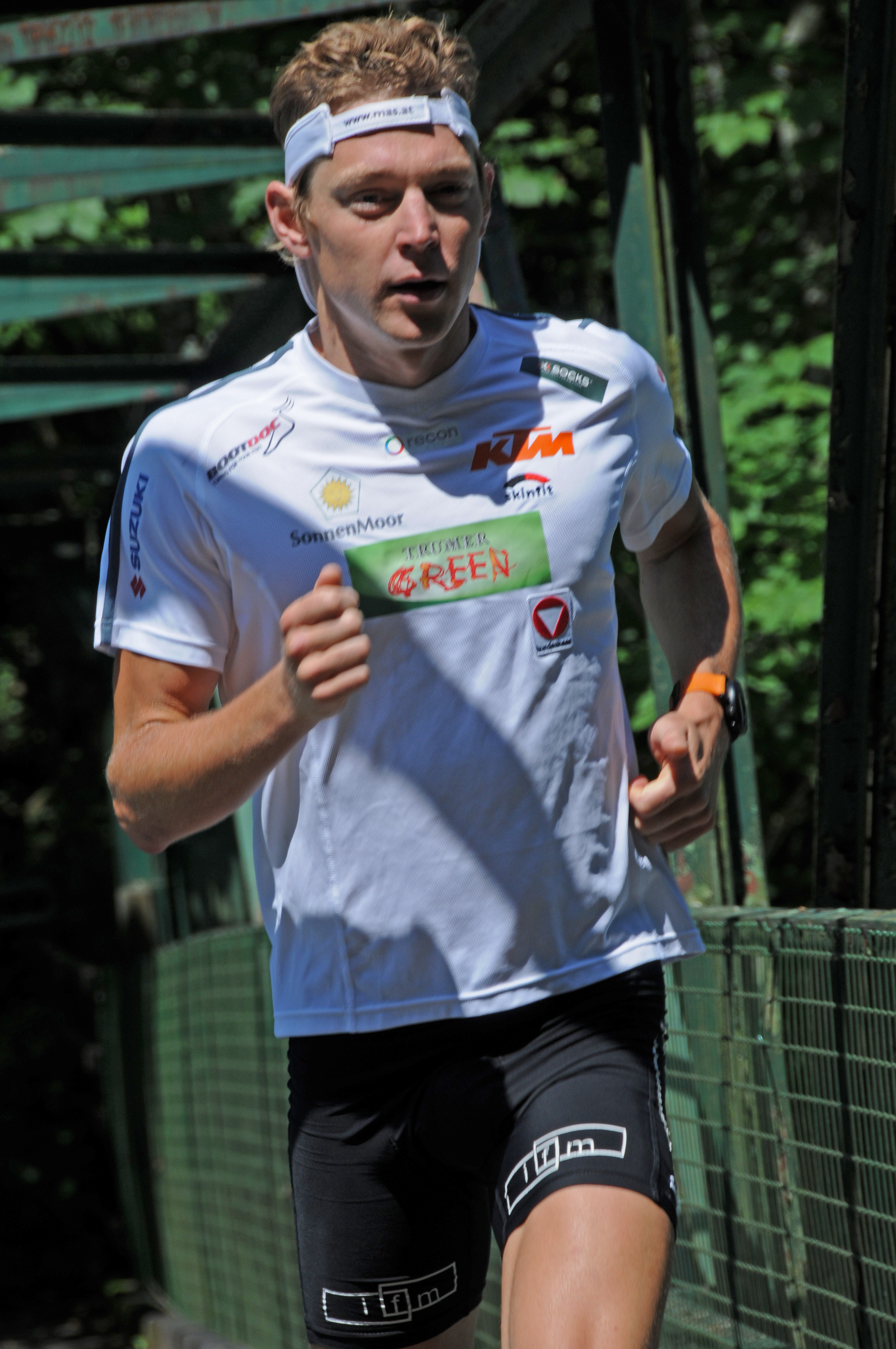
Franz Höfer, der viermalige Sieger auf der olympischen Distanz (2005, 2009, 2010, 2012)

Der Vienna Triathlon ist eine mehrtägige Triathlon-Veranstaltung, die seit 2002 jährlich auf der Donauinsel in der österreichischen Hauptstadt Wien ausgetragen wird. Bis 2016 wurden die Rennen als „Vienna City Triathlon“ ausgetragen.

## Organisation
Dieser Wettkampf wurde bereits über vier unterschiedliche Distanzen ausgetragen:
- Sprintdistanz (750 m Schwimmen, 22 km Radfahren und 5 km Laufen)
- Olympische Distanz (1,5 km Schwimmen, 36 km Radfahren und 10 km Laufen); galt hier auch schon als Österreichische Staatsmeisterschaft
- Halbdistanz (1,9 km Schwimmen, 90 km Radfahren und 20 km Laufen)
- Langdistanz (3,8 km Schwimmen, 180 km Radfahren und 42 km Laufen)

Die Erstaustragung war 2002 und in den Jahren 2003 und 2004 wurden hier die Staatsmeister auf der Kurzdistanz bestimmt. 2014 musste das Rennen witterungsbedingt als Duathlon ausgetragen werden und die olympische Distanz wurde abgesagt, da kein Sponsor gefunden werden konnte.
Seit 2017 wird das Rennen auf der Donauinsel als „P3 Vienna Triathlon“ über die Sprintdistanz und die olympische Distanz ausgetragen. In der Kombinationswertung aus Sprint- und Kurzdistanz wird seit 2017 jährlich auch der/die „King/Queen of Vienna“ bestimmt. Das nächste Rennen ist hier am 13. September 2020.

## Ergebnisse

### Sprintdistanz
Das Rennen wird seit 2017 als „Seat Mayer Sprint Distanz“ ausgetragen (0,78 km Schwimmen, 22,6 km Radfahren und 5 km Laufen).
| Datum/Jahr     | Männer                  | Männer                  | Männer            | Frauen                 | Frauen            | Frauen                 |
| Datum/Jahr     | Erster Platz            | Zweiter Platz           | Dritter Platz     | Erster Platz           | Zweiter Platz     | Dritter Platz          |
| -------------- | ----------------------- | ----------------------- | ----------------- | ---------------------- | ----------------- | ---------------------- |
| 11. Sep. 2021  |                         |                         |                   |                        |                   |                        |
| 12. Sep. 2020  | Tom Hohenadl            | Julian Höllmüller       | Stuart Young      | Petra Autengruber      | Sabine Treffner   | Simone Wögerbauer      |
| 8. Sep. 2019   | Kilian Höllmüller       | Wolfgang Mangold        | Jan Kucera        | Larissa Azman          | Elke Innerebner   | Sabine Treffner        |
| 9. Sep. 2018   | Sebastian Aschenbrenner | David Hajduk            | Georg Frad        | Rosa-Lisa Österreicher | Elke Innerebner   | Sabine Löb             |
| 10. Sep. 2017  | Dejan Popovic           | Sebastian Aschenbrenner | Jan Kucera        | Tanja Stroschneider    | Elke Innerebner   | Eva Zweimüller         |
| 21. Mai 2016   | Clemens Ostendorf       | Michael Szymoniuk       | Alex Huber        | Elke Innerebner -2-    | Astrid Roll       | Rosa-Lisa Österreicher |
| 17. Mai 2014 a | Lukas Gstaltner         | Christian Schützenhofer |                   | Kamila Polak           |                   |                        |
| 18. Mai 2013   | Markus Ressler          | Philip Hantschk         | Uwe Ebner         | Elke Innerebner        | Caroline Rachwitz | Sabine Suck            |
| 2012           |                         |                         |                   |                        |                   |                        |
| 2010           | Vincent Rieß            | Christoph Kullnig       | Nikolaus Wihlidal | Lydia Bencic           |                   |                        |
| 2009           | Christoph Kullnig       |                         |                   |                        |                   |                        |

### Olympische Distanz
Wegen Hochwassers wurde 2013 der Schwimmwettbewerb ins Kaiserwasser verlegt und wegen der Entfernung zur Wechselzone wurde die Zeit für den Wechsel nicht mit in der Wertung berücksichtigt.
Für 2014 wurde die olympische Distanz abgesagt, da kein Sponsor gefunden werden konnte. 2015 betrug die Schwimmdistanz 1000 m und die Radstrecke war 42 km lang.
Der letzte Bewerb auf der olympischen Distanz (1,5 km Schwimmen, 36 km Radfahren und 10 km Laufen) fand auf der Wiener Donauinsel am 13. September 2020 statt.
| Datum/Jahr    | Männer                 | Männer                  | Männer              | Frauen                  | Frauen             | Frauen                        |
| Datum/Jahr    | Erster Platz           | Zweiter Platz           | Dritter Platz       | Erster Platz            | Zweiter Platz      | Dritter Platz                 |
| ------------- | ---------------------- | ----------------------- | ------------------- | ----------------------- | ------------------ | ----------------------------- |
| 12. Sep. 2021 |                        |                         |                     |                         |                    |                               |
| 13. Sep. 2020 | Tom Hohenadl           | Sebastian Aschenbrenner | Stuart Young        | Sabine Treffner         | Julia Rohe         | Petra Hell                    |
| 8. Sep. 2019  | Lukas Kollegger        | Julian Höllmüller       | Daniel Sztosics     | Kamila Polak            | Elisa Whitehouse   | Heini-Kristiina Jaako-Blunder |
| 9. Sep. 2018  | Mario Fink -3-         | Robert Bauer            | David Hajduk        | Elisa Whitehouse        | Aniko Balint       | Sabine Treffner               |
| 10. Sep. 2017 | Christophe Sauseng -2- | Péter Czencz            | Marius Bock         | Marianne Tarnowskij     | Daniela Haberl     | Verena Jax                    |
| 21. Mai 2016  | Mario Fink -2-         | Christophe Sauseng      | Petr Vabroušek      | Romana Slavinec         | Alias Lantos       | Jennifer Paglia               |
| 30. Mai 2015  | Mario Fink             | Alexander Frühwirth     | Marcel Pachteu-Petz | Hrista Stoyneva         | Jacqueline Meister | Jacqueline Kallina            |
| 2014          | (keine Austragung)     | (keine Austragung)      | (keine Austragung)  | (keine Austragung)      | (keine Austragung) | (keine Austragung)            |
| 15. Juni 2013 | Christophe Sauseng     | Steffen Lüders          | Christopher Schwab  | Daniela Haberl-Schicker | Carmen Halper      | Cornelia Lauschmann           |
| 16. Juni 2012 | Franz Höfer -4-        | Nikolaus Wihlidal       | Andreas Kopeinig    | Lisa Hütthaler -2-      | Lydia Bencic       | Renata Koch                   |
| 11. Juni 2011 | Lukas Hollaus          | Franz Höfer             | Paul Reitmayr       | Eva Wutti               | Irina Kirchler     | Jitka Simakova                |
| 12. Juni 2010 | Franz Höfer -3-        | Paul Reitmayr           | Christian Fridrik   | Lydia Waldmüller        | Irina Kirchler     | Romana Slavinec               |
| 12. Juni 2009 | Franz Höfer -2-        | Richard Varga           | Alberto Casadei     | Irina Kirchler          | Veronika Hauke     | Christine Grammer             |
| 13. Sep. 2008 | Andreas Giglmayr       | Paul Reitmayr           | Manuel Wutscher     | Rebecca Robisch         | Tania Haiböck      | Kathrin Müller                |
| 16. Juni 2007 | Paul Reitmayr          | Christian Nairz         | Stefan Podany       | Lisa Hütthaler          | Carina Prinz       | Irina Kirchler                |
| 2006          | Stefan Perg -2-        |                         |                     | Carina Prinz            | Lisa Hütthaler     | Irina Kirchler                |
| 2005          | Franz Höfer            |                         |                     | Eva Maria Dollinger     |                    |                               |
| 5. Juni 2004  | Peter Schoissengeier   |                         |                     | Tania Haiböck           | Lisa Hütthaler     |                               |
| 2003          | Stefan Perg            |                         |                     | Kate Allen              |                    |                               |
| 2002          | Norbert Domnik         |                         |                     |                         |                    |                               |

| ÖTRV Staatsmeisterschaft Triathlon Kurzdistanz |

### Halb- oder Mitteldistanz
Von 2005 bis 2007 wurde der Bewerb unter dem Namen Viennaman über die Distanz 2 km Schwimmen, 82 km Radfahren und 20 km Laufen ausgetragen.
Den Streckenrekord erzielte am 29. Mai 2010 der Deutsche Jürgen Stilgenbauer mit 3:53:51 Stunden und unterbot damit die Siegerzeit des Belgiers Luc Van Lierde aus dem Vorjahr noch um nahezu drei Minuten.
2014 musste das Rennen witterungsbedingt als Duathlon ausgetragen werden (5 km Laufen, 66 km Radfahren und 20 km Laufen).

Seit 2015 wurden keine Wettbewerbe mehr über die Mitteldistanz ausgeschrieben. Grund waren bauliche Veränderungen im Bereich der Steinspornbrücke, wo auf Grund des neuen Kanuzentrums die bis dahin genutzte Strecke nicht mehr befahren werden konnte. Eine alternative Streckenführung mit neun Runden auf der Donauinsel erschien als unattraktiv.
| Datum/Jahr    | Männer              | Männer              | Männer                | Frauen                 | Frauen            | Frauen                         |
| Datum/Jahr    | Erster Platz        | Zweiter Platz       | Dritter Platz         | Erster Platz           | Zweiter Platz     | Dritter Platz                  |
| ------------- | ------------------- | ------------------- | --------------------- | ---------------------- | ----------------- | ------------------------------ |
| 17. Mai 2014  | Ralf Gärtner        | Petr Vabroušek      | Lukáš Krpec           | Ana Aljinović          | Zuzka Hruzova     | Katarina Zajacova              |
| 18. Mai 2013  | Georg Swoboda -2-   | Petr Vabroušek      | Christoph Schlagbauer | Sanna Almstedt         | Lisa Streiter-Bax | Simone Friedrich               |
| 2. Juni 2012  | Georg Swoboda       | Johannes Polak      | Michael Ranz          | Kamila Polak           | Katrin Puth       | Željka Šaban Miličić           |
| 28. Mai 2011  | Petr Vabroušek -4-  | Robert Lang         | Michael Szymoniuk     | Bettina Zelenka        | Katrin Puth       | Zsuzsanna Harsányi             |
| 29. Mai 2010  | Jürgen Stilgenbauer | Michael Szymoniuk   | Robert Lang           | Edith Niederfriniger   | Bettina Zelenka   | Katrin Beyer                   |
| 2. Juni 2009  | Luc Van Lierde      | Jürgen Stilgenbauer | Gergely Nagy          | Barbara Geilhof        | Kristina Lapinova | Stephanie Striegler            |
| 31. Mai 2008  | Petr Vabroušek -3-  | Lothar Leder        | Andreas Fuchs         | Nicole Leder           | Kamila Davidova   | Constance Mochar               |
| 2. Juni 2007  | Petr Vabroušek -2-  | Gergely Nagy        | Karol Dzalaj          | Kathrin Luxenhofer -3- | Bettina Zelenka   | Barbara Rollinger              |
| 10. Juni 2006 | Petr Vabroušek      | Thomas Blaschke     | Robert Lang           | Kathrin Luxenhofer -2- | Bettina Zelenka   | Christina Khinast-Sittenthaler |
| 4. Juni 2005  | Bernhard Keller     | Norbert König       | Markus Ratz           | Kathrin Luxenhofer     | Stefanie Feichter | Barbara Rollinger              |

### Langdistanz
Der Bewerb über die Langdistanz (3,8 km Schwimmen, 180 km Radfahren und 42 km Laufen) wurde einmalig 2008 ausgetragen, im Folgejahr wurde der Bewerb wegen zu wenig Anmeldungen wieder abgesagt und seitdem nicht mehr ausgetragen.
| Datum/Jahr | Männer        | Männer        | Männer           | Frauen        | Frauen        | Frauen         |
| Datum/Jahr | Erster Platz  | Zweiter Platz | Dritter Platz    | Erster Platz  | Zweiter Platz | Dritter Platz  |
| ---------- | ------------- | ------------- | ---------------- | ------------- | ------------- | -------------- |
| 2008       | Norbert Huber | Gergely Nagy  | Martin Schmidtke | Almuth Grüber | Sandra Kern   | Melissa Giusti |